# Wappen Navarras
Das Wappen der Foralgemeinschaft Navarra geht bereits auf die Mitte des 13. Jahrhunderts zurück und wurde letztmals im Artikel 7 des Ley Orgánica de Reintegración y Amejoramiento del Régimen Foral de Navarra bestätigt. Dieses entspricht in etwa einem Autonomiestatut anderer Gemeinschaften Spaniens, bestätigt aber die letztmals 1841 festgeschriebenen althergebrachten Sonderrechte (fueros) Navarras und wurde am 10. August 1982 vom Regionalparlament angenom-men. Die Veröffentlichung erfolgte am 16. August 1982 im Boletín Oficial del Estado und am 3. September 1982 im Boletín Oficial de Navarra.

## Beschreibung
Der Wappenschild zeigt in Rot der Schildform folgend eine goldene Kette mit kreuzweise gelegten Gliedern zu allen Eckpunkten und allen Seitenmittelpunkten mit einem mittig gelegten grünen Smaragden. Diese Figur wird in der Heraldik als Navarrakette bezeichnet. Auf dem Wappenschild ruht eine goldene, rot gefütterte Krone mit einem mittigen goldenen Reichsapfel mit Tatzenkreuz.

## Historische Herkunft der Wappenbestandteile

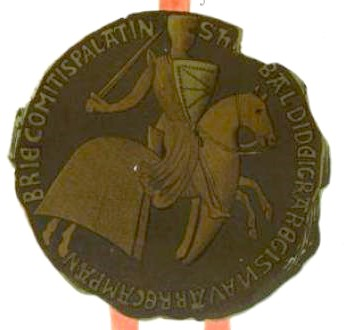
Siegel von Theobald I. (1234–1253) am Fuero Antiguo

Die Navarrakette geht ursprünglich auf eine mittige runde Verstärkung des Schilds, den sog. Schildbuckel zurück. Dieser kam bereits beim Viereckschild der Römer (scutum) als Teil der Tragevorrichtung zum Einsatz, verlor aber ab dem 11. Jahrhundert mehr und mehr seine Funktion und wurde zum Schmuckelement, das noch durch strahlenförmige Streben erweitert werden konnte. Daraus entstanden z. B. die Lilienhaspel des Herzogtums Kleve oder eben die Navarrakette. Diese wurde erstmals im neuen Siegel gezeigt, das Theobald I. um 1234 anfertigen ließ, um die Dokumente, die ihn als rechtmäßigen König von Navarra auswiesen, insbesondere den Fuero Antiguo, eine Art Magna Charta Navarras, siegeln zu können. Legendenhaft wird das Wappen auf Theobalds Vater Sancho VII. zurückgeführt, der die Kette und den Smaragd in der Schlacht bei Las Navas de Tolosa am 16. Juli 1212 aus dem Zelt von Muhammad an-Nasir, dem vierten Kalif der Almohaden erbeutet habe. Den Smaragd habe Muhammad an seinem eigenen Turban getragen.

## Vorgängerversionen
Auch wenn der Wappenschild Navarras über Jahrhunderte hinweg unverändert geblieben ist, so haben sich doch die Beifügungen und Rangkronen immer wieder verändert.